# 아타프주
아타프주(라오어: ອັດຕະປື 앗따쁘)는 라오스 남동부에 있는 주로, 주도는 아타프이며 면적은 10,320km2, 인구는 159,900명(2020년 기준), 인구밀도는 15명/km2이다. 북쪽으로는 세콩주, 서쪽으로는 참파사크주, 동쪽으로는 안남산맥을 경계로 베트남과 인접해 있으며 남쪽으로는 캄보디아와 인접해 있다.
1. ↑  Brinkhoff, Thomas (2020년 9월 11일). “Statistical data from the yearly provincial census of Laos.  2020 official”. 《city population》. Open publishing. 2022년 2월 22일에 확인함.
2. ↑  “Sub-national HDI - Area Database - Global Data Lab”. 《hdi.globaldatalab.org》 (영어). 2025년 2월 6일에 확인함.